# Нідерландська опера
Нідерландська опера (De Nederlandse Opera) — нідерландська оперна трупа, що базується в Амстердамі, її домашнім майданчиком з 1986 року є «Стопера», концертно-театральний комплекс в центрі міста.
Заснована невдовзі по закінченні Другої світової війни. Початково домашньою сценою колективу був міський театр Амстердама. Компанія має власний хор, технічний персонал, проте не має власного оркестру і співпрацює з нідерландськими колективами, такими як Нідерландський філармонічний оркестр, Роттердамський філармонічний оркестр та інші.